# Tony Leone
Antonio Jermiah Leone Larios (Long Beach, California, 28 de abril de 2004) es un futbolista mexicano-estadounidense. Juega como defensa central en el C. F. Monterrey de la Primera División de México.

## Trayectoria
Nacido en Long Beach, California, Leone comenzó su carrera en Total Futbol Academy antes de unirse a la organización juvenil del club Los Angeles FC de la Major League Soccer. Leone ascendió en las filas del club antes de firmar un contrato de jugador profesional de cosecha propia con el club el 8 de julio de 2020.

### Las Vegas Lights
El 22 de mayo de 2021, Leone fue cedido a Las Vegas Lights, filial del USL Championship de Los Angeles FC, para su partido contra Phoenix Rising. Hizo su debut en el partido, comenzando con Las Vegas en la derrota por 1-5. El 27 de agosto de 2021, Leone recibió su primera tarjeta roja de su carrera contra LA Galaxy II en el minuto 90 + 2.

## Selección nacional
Leone es elegible para representar tanto a los Estados Unidos como a México. Ha representado a Estados Unidos tanto en los niveles sub-15 como sub-17, y a México en el sub-15 y sub-17.

## Estadísticas
Actualizado al 15 de octubre de 2023.
| Club                             | Div.          | Temporada     | Liga  | Liga  | Liga   | Copas nacionales | Copas nacionales | Copas nacionales | Copas internacionales | Copas internacionales | Copas internacionales | Total | Total | Total  |
| Club                             | Div.          | Temporada     | Part. | Goles | Asist. | Part.            | Goles            | Asist.           | Part.                 | Goles                 | Asist.                | Part. | Goles | Asist. |
| -------------------------------- | ------------- | ------------- | ----- | ----- | ------ | ---------------- | ---------------- | ---------------- | --------------------- | --------------------- | --------------------- | ----- | ----- | ------ |
| Los Angeles FC Estados Unidos    | 1.ª           | 2020          | 0     | 0     | 0      | —                | —                | —                | —                     | —                     | —                     | 0     | 0     | 0      |
| Los Angeles FC Estados Unidos    | Total club    | Total club    | 0     | 0     | 0      | —                | —                | —                | —                     | —                     | —                     | 0     | 0     | 0      |
| Las Vegas Lights Estados Unidos  | 1.ª           | 2021          | 23    | 1     | 0      | —                | —                | —                | —                     | —                     | —                     | 23    | 1     | 0      |
| Las Vegas Lights Estados Unidos  | 1.ª           | 2022          | 20    | 1     | 0      | —                | —                | —                | —                     | —                     | —                     | 20    | 1     | 0      |
| Las Vegas Lights Estados Unidos  | Total club    | Total club    | 43    | 2     | 0      | —                | —                | —                | —                     | —                     | —                     | 43    | 2     | 0      |
| Los Angeles FC II Estados Unidos | 3.ª           | 2023          | 10    | 0     | 0      | —                | —                | —                | —                     | —                     | —                     | 10    | 0     | 0      |
| Los Angeles FC II Estados Unidos | Total club    | Total club    | 10    | 0     | 0      | —                | —                | —                | —                     | —                     | —                     | 10    | 0     | 0      |
| Total carrera                    | Total carrera | Total carrera | 53    | 2     | 0      | —                | —                | —                | —                     | —                     | —                     | 53    | 2     | 0      |

## Palmarés
| Título                           | Equipo        | Sede         | Año  |
| -------------------------------- | ------------- | ------------ | ---- |
| Torneo Centroamericano de Fútbol | México Sub-23 | San Salvador | 2023 |

| Distinción                                                     | Año  |
| -------------------------------------------------------------- | ---- |
| Incluido en el Once ideal del Campeonato Sub-20 de la Concacaf | 2022 |